# مصطفى أوغورلو
مصطفى أوغورلو (بالتركية: Mustafa Uğurlu)‏ هو ممثل مسرح وفيلم وتلفزيوني تركي. ولد في 25 نوفمبر 1955 في قرمان في تركيا.

## روابط خارجية
- مصطفی اوغورلو على موقع IMDb (الإنجليزية)
- مصطفی اوغورلو على موقع روتن توميتوز (الإنجليزية)
- مصطفی اوغورلو على موقع قاعدة بيانات الفيلم (الإنجليزية)